# Mesalgoides oscinum
Mesalgoides oscinum är en spindeldjursart som först beskrevs av Koch 1840.  Mesalgoides oscinum ingår i släktet Mesalgoides, och familjen Psoroptoididae. Arten är reproducerande i Sverige.